# Raphael Ravenscroft
Raphael Ravenscroft, né le 4 juin 1954 à Stoke-on-Trent et mort le 19 octobre 2014 à Exeter, est un saxophoniste et compositeur britannique. Musicien prolifique, il est notamment connu pour le célèbre solo de saxophone de la chanson Baker Street, parue sur l'album City to City de Gerry Rafferty, en 1978. 

## Biographie
Son lieu de naissance est sujet à controverse,. À sa mort, l'Index des décès pour l'Angleterre et le Pays de Galles, indique sa ville natale comme étant Stoke-on-Trent dans le Staffordshire, ce que confirment des journaux locaux comme le Stoke Sentinel. Il passe sa jeunesse à Dumfries, en Écosse, où son père réside. 
Il adopte le saxophone comme instrument.  Sa carrière musicale prend son envol à l'occasion d'une collaboration avec l'auteur-compositeur-interprète écossais Gerry Rafferty. Après la séparation d'avec son ancien groupe en 1975 et les longues batailles juridiques qui en ont résulté pour le délier de son contrat, l'ex-fondateur des Stealers Wheel se prépare à relancer sa carrière avec la parution d'un nouvel album : City to City. Sorti en 1978, il connaît un grand succès, notamment sur les ondes américaines, et est vendu à 5 millions d'exemplaires. Le single Baker Street, tiré de l'album, laisse s'exprimer le talent de Ravenscroft à l'occasion d'un solo mémorable. Baker Street atteint la troisième place des charts britanniques et parade au rang no 2 du palmarès américain la même année. Pourtant, dans une interview en 2011, Raphael Ravenscroft se montre critique sur sa performance, jugeant le "résultat trop plat". Toutefois, selon Ici Radio Canada, sa fille, l'artiste-peintre Scarlet Raven, affirme sur la BBC que le travail de son père sur le single a permis d'apporter un sentiment de bien-être à ceux qui l'écoutent. 
Dans la foulée du succès de Baker Street, Ravenscroft se voit particulièrement sollicité.  Il sort un premier album solo en 1979, Her Father Didn't Like Me, Anyway. Il poursuit également sa collaboration avec Rafferty en contribuant à ses deux albums suivants  Night Owl en 1979 et Snakes and Ladders en 1980.
En 1981, il joue sur le disque In our lifetime, le seizième et avant-dernier album de Marvin Gaye.  L'année suivante, il apparait sur le premier album solo de Robert Plant, Pictures at eleven.  Il joue également aux côtés de Pink Floyd sur l'album The Final Cut, lancé en 1983 . Toujours en 1983, on peut l'entendre dans la chanson The Border extrait de l'album Your move du groupe America. Par la suite, il apparait sur le premier disque en solo de Roger Waters, The Pros and Cons of hitch-hiking, avant de participer à la première tournée solo de David Gilmour.  Il a aussi collaboré, entre autres, avec Kim Carnes, Daft Punk, ABBA et Bonnie Tyler.
Ravenscroft est l'auteur de nombreux livres sur la pratique du saxophone, et notamment l'ouvrage pédagogique The Complete Saxophone Player, paru en 1990. 
Raphael Ravenscroft a connu trois mariages, dont deux se sont conclus par un divorce. Il était séparé de sa troisième épouse depuis 2009. Il est le père de Scarlet Raven, artiste-peintre. 
Raphael Ravenscroft meurt le 19 octobre 2014 dans un hôpital d'Exeter, dans le comté de Devon, âgé de 60 ans.